# Pure-Disc-Galaxie
Eine Pure-Disc-Galaxie ist eine Spiralgalaxie, die keine zentrale Verdickung (Bulge) hat. Ein Beispiel ist NGC 3621 im Sternbild Wasserschlange.
Gegenwärtig glaubt man, das sich Bulges bei Kollisionen und Verschmelzungen von Galaxien bilden. Simulationen am Astronomischen Observatorium Shanghai deuten allerdings darauf hin, dass sich Bulges auch ohne Verschmelzungen bilden könnten.

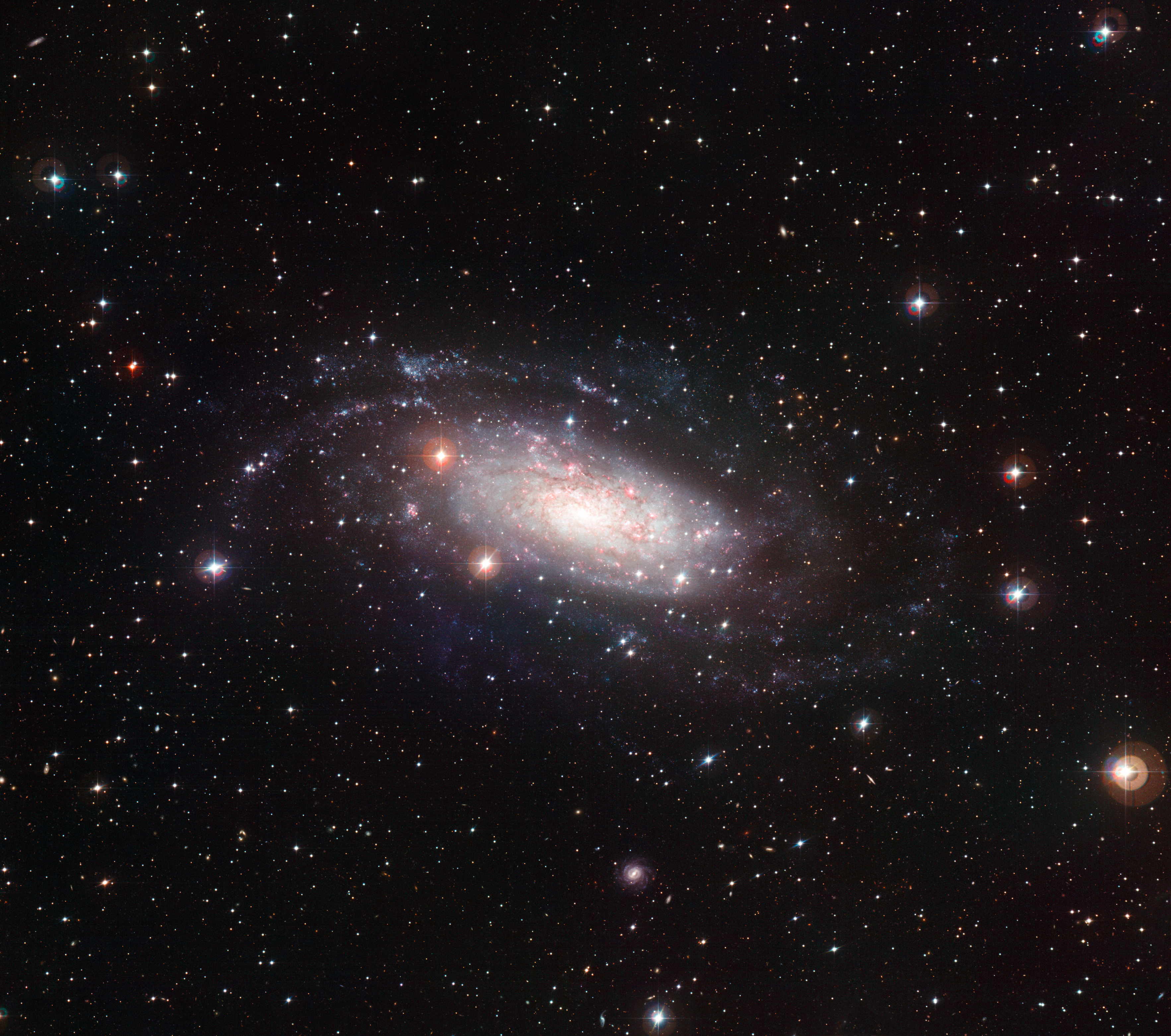
Aufnahme der Spiralgalaxie NGC 3621 mit dem Wide Field Imager (WFI) des La-Silla-Observatoriums
Foto der Spiralgalaxie Messier 101 vom Hubble-Weltraumteleskop.